# Verneuil, Nièvre
Verneuil är en kommun i departementet Nièvre i regionen Bourgogne-Franche-Comté i de centrala delarna av Frankrike. Kommunen ligger i kantonen Decize som tillhör arrondissementet Nevers. År 2022 hade Verneuil 276 invånare.

## Befolkningsutveckling
Antalet invånare i kommunen Verneuil
| Referens: INSEE |